# Хикс, Эдвард
Эдвард Хикс (англ. Edward Hicks; 1780—1849) — американский художник. Также был религиозным деятелем — служителем Религиозного общества Друзей.

## Биография
Родился 4 апреля 1780 года в городе Langhorne, штат Пенсильвания; двоюродный брат художника Томаса Хикса.
Эдвард появился на свет в особняке своего деда в Attleboro (ныне Langhorne), штат Пенсильвания. Его родители были англиканами. Исаак Хикс (Isaac Hicks), его отец, был лоялистом, обедневшим после поражения Великобритании в войне за независимость США. Мать Эдварда умерла, когда ему было полтора года; его воспитывала на ферме Twining Farm (ныне входит в Национальный реестр исторических мест США) близкая подруга матери — Элизабет Твининг (Elizabeth Twining). Она и вырастила мальчика в духе квакеров.
В возрасте тринадцати лет Эдвард начал обучение у изготовителей повозок Уильяма и Генри Томлинсон. Он оставался у них семь лет, в течение которых научился ремеслу росписи повозок. В 1800 году он покинул фирму Tomlinson, чтобы зарабатывать на жизнь самостоятельно. В 1801 году Хикс переехал в город Милфорд, штат Пенсильвания, где снова работал по росписи повозок в фирме Джошуа Кэнби (Joshua C. Canby). Не совсем довольный своей жизнью, он начал регулярно посещать собрания квакеров, и в 1803 году был принят в члены Общества Друзей. Позднее в этом же году он женился на женщине из этого общества — Саре Уорстолл Хикс (Sarah Worstall Hicks, 1781—1855).
В 1812 году Эдвард Хикс стал служителем и начал путешествовать по округу Филадельфия в качестве квакера-проповедника. Чтобы покрыть расходы на поездки, а также для поддержки своей растущей семьи, он решил организовать собственное дело, создавая и продавая расписанные предметы домашнего обихода, сельскохозяйственное оборудование и вывески таверн. Его деятельность стала доходной, и это расстроило некоторых членов квакерской общины, так как противоречило традициям простоты этого сообщества. Поэтому в 1815 году Хикс ненадолго отказался от декоративной живописи и попытался поддержать свою семью фермерством, продолжая эпизодически подрабатывать росписью. Но такое состояние дел стало трудным для его семьи.
К 1816 году его жена ждала уже пятого ребёнка. После встречи с близким другом Джоном Комли, когда разговор зашел о живописи, Хикс возобновил свою работу по декоративной росписи. Эта деятельность вывела семью из трудного финансового полдожения. Хикс стал создавать картины на полотнах, создав около 1820 года свою первую из многочисленных картин — The Peaceable Kingdom. Но все равно станковая живопись выполнялась для семьи и друзей, а декоративная живопись оставалась его главным источником дохода.
В 1827 году в Религиозном обществе Друзей произошел раскол между хикситами (названными в честь двоюродного брата Эдварда — проповедника Элиаса Хикса) и ортодоксальными членами общества, что стало препятствием в деятельности Хикса как служителя.
Умер 23 августа 1849 года в городе Ньютаун, штат Пенсильвания. Был похоронен на городском кладбище Newtown Friends Meeting Cemetery.

### Творчество мастера
Первая крупная выставка Эдварда Хикса состоялась в 1860 году в Уильямсбурге, штат Виргиния. Большинство его работ сосредоточены на религиозной тематике. Скрытые смыслы своих некоторых работ он передавал через символы, изображая хищников и их добычу.
Работы художника находятся во многих музеях США, включая Музей американского народного искусства, Вустерский музей искусств, Художественный музей Филадельфии, Ньюаркский музей, Национальную галерею искусства.

Некоторые работы
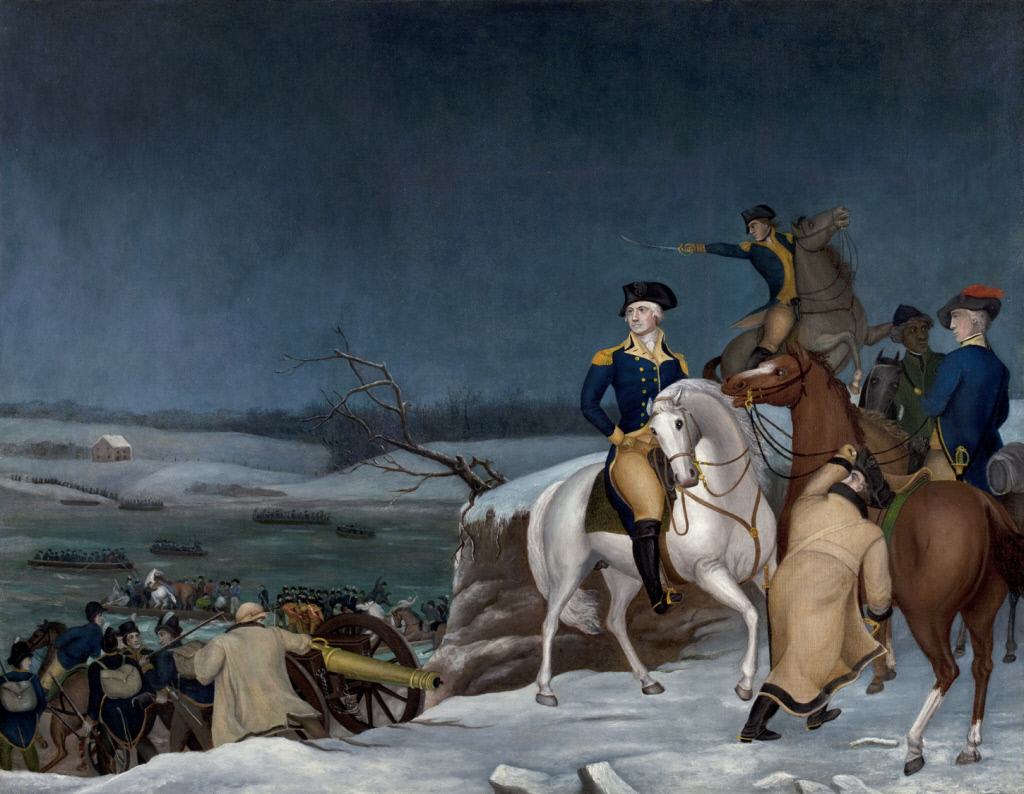
Washington at the Delaware (1849)
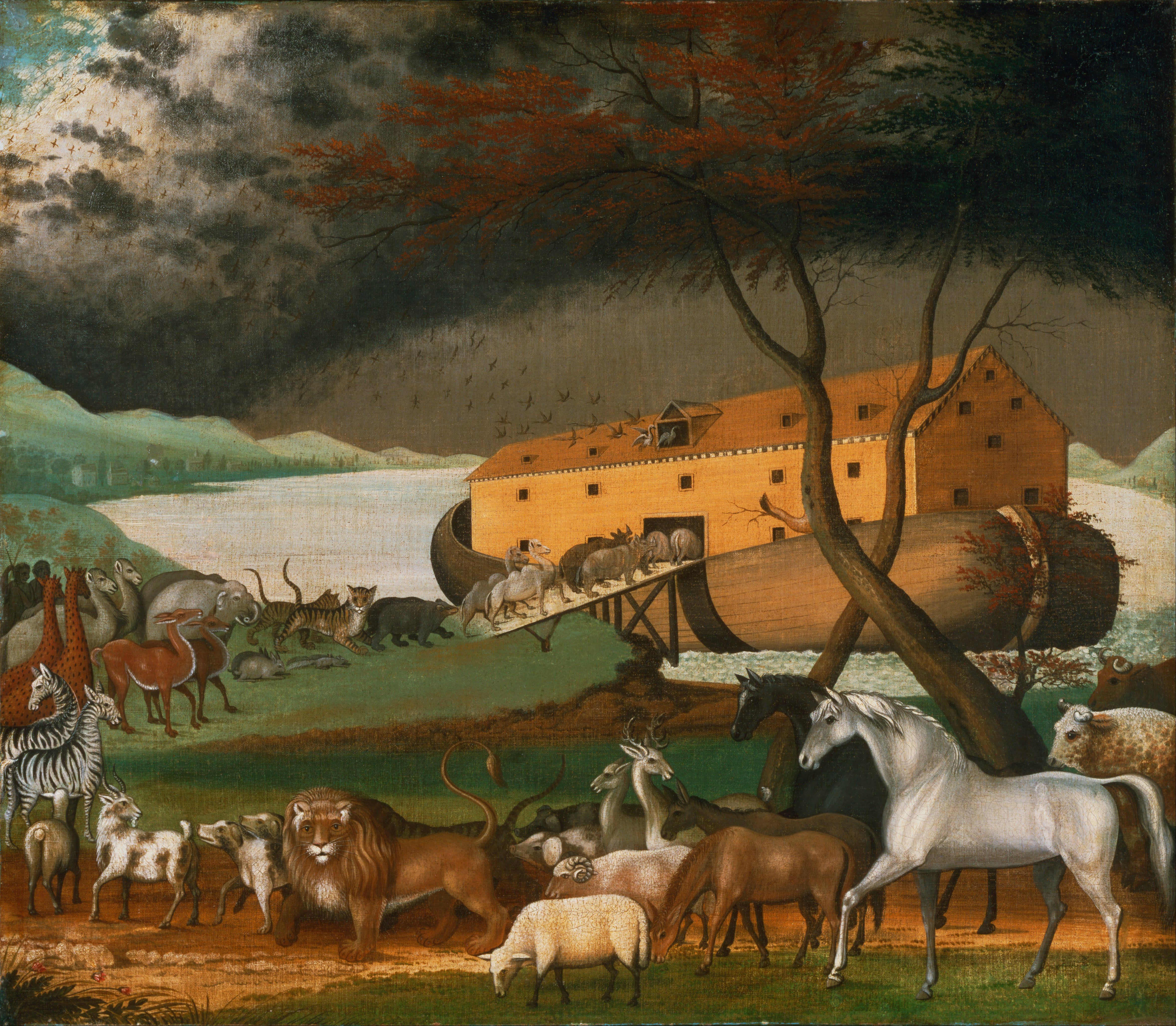
Noah's Ark (1846)
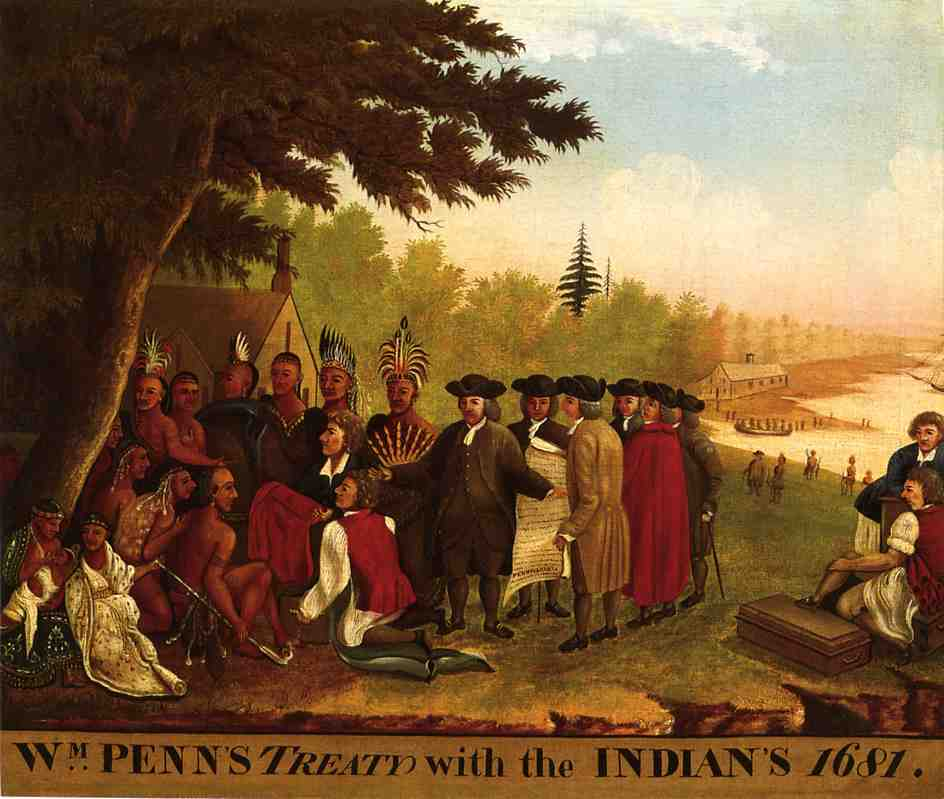
Penn's Treaty (1847)
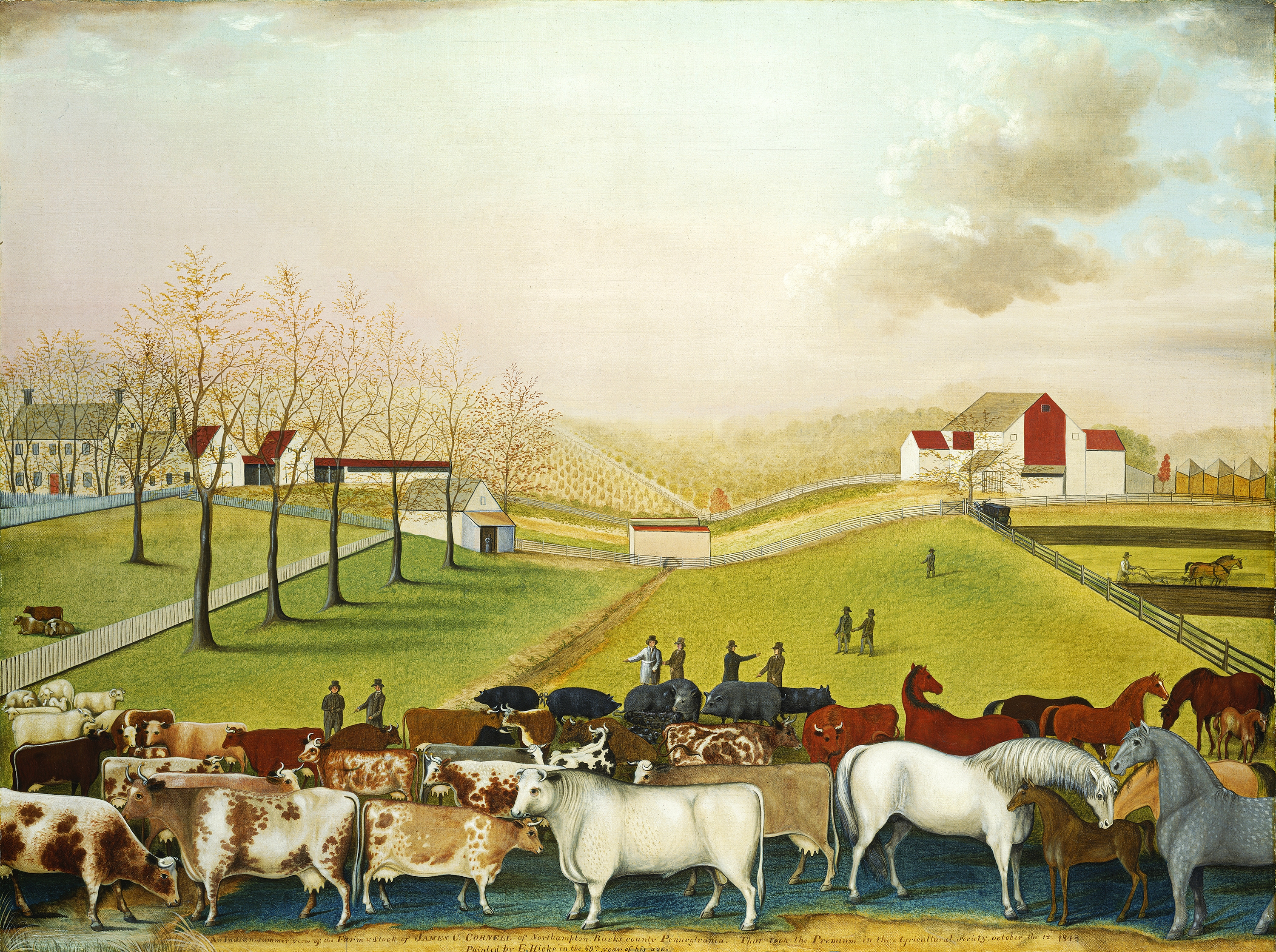
The Cornell Farm (1848)